# Urwisko (geomorfologia)

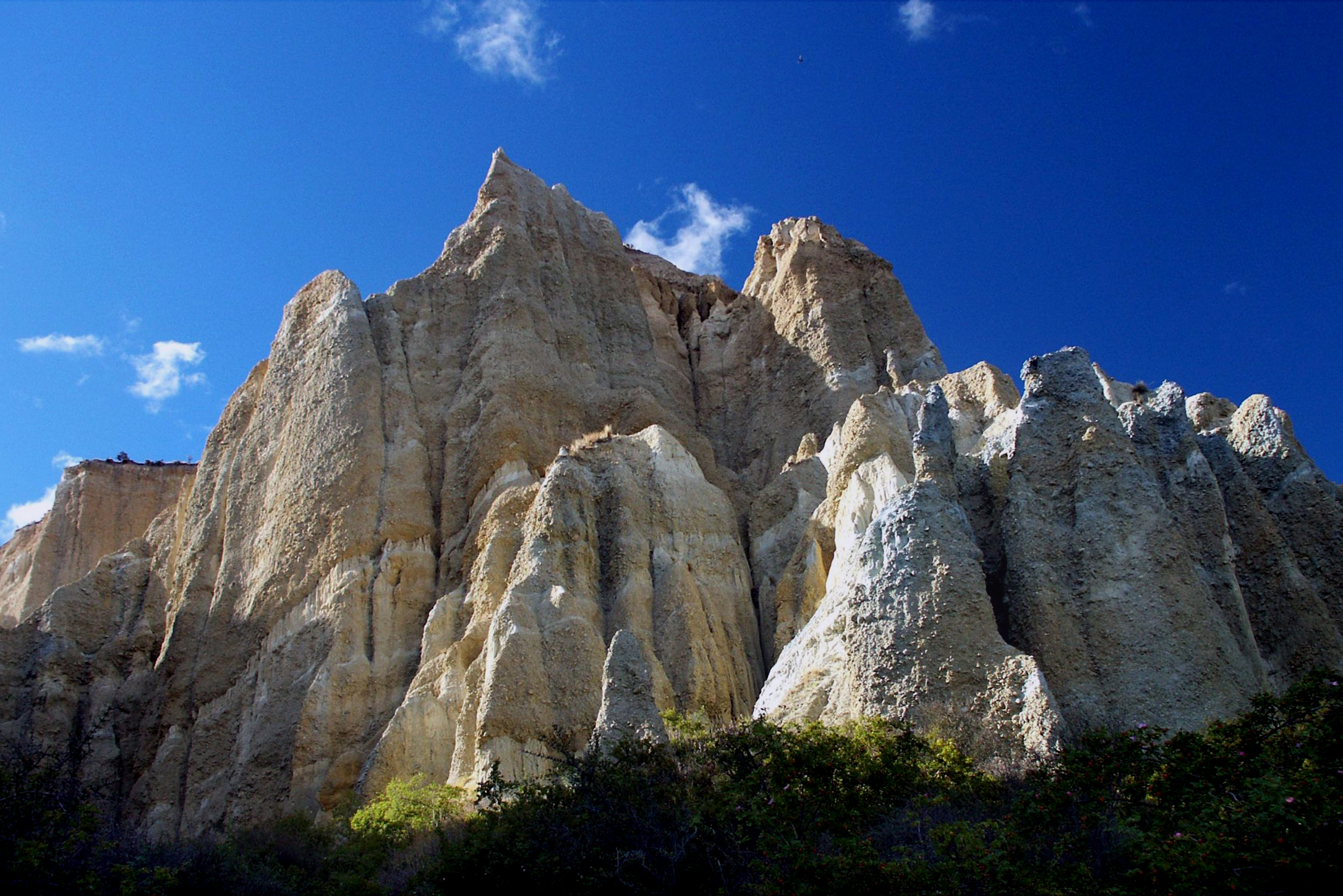
Urwisko w Nowej Zelandii

Urwisko – bardzo stromy, pionowy lub przewieszony teren. Urwisko może być zbudowane ze skał litych, gliny, rzadziej piasku. Wspinacze nazywają tak fragment ściany w górach czy skałkach.
Urwisko opadające wprost do morza nazywamy klifem.